# II dinastia egípcia
A Segunda dinastia de faraós da Época tinita que governou o país aproximadamente de 2825 a 2 686 a.C.. Os nomes destes faraós são:
- Boco
- Queco
- Binótris
- Setenés
- Peribessene
- Sequemibe
- Quenerés